# Moûtiers
Moûtiers (Savoyaards: Motiérs) is een gemeente in het Franse departement Savoie (regio Auvergne-Rhône-Alpes). De plaats maakt deel uit van het arrondissement Albertville en ligt aan de rivier de Isère. Moûtiers telde op 1 januari 2022 3.482 inwoners.
De vroeg-middeleeuwse naam van de stad (en Latijnse naam) was Tarantasia of Darantasia. Later in de middeleeuwen werd de naam Monasterium of, ingekort, Moûtiers. De streek rond Moûtiers draagt evenwel nog de naam de Tarentaise.

## Geografie
De oppervlakte van Moûtiers bedroeg op 1 januari 2022 3,16 vierkante kilometer; de bevolkingsdichtheid was toen 1.101,9 inwoners per km². Niet ver ligt het grote skigebied Les Trois Vallées.

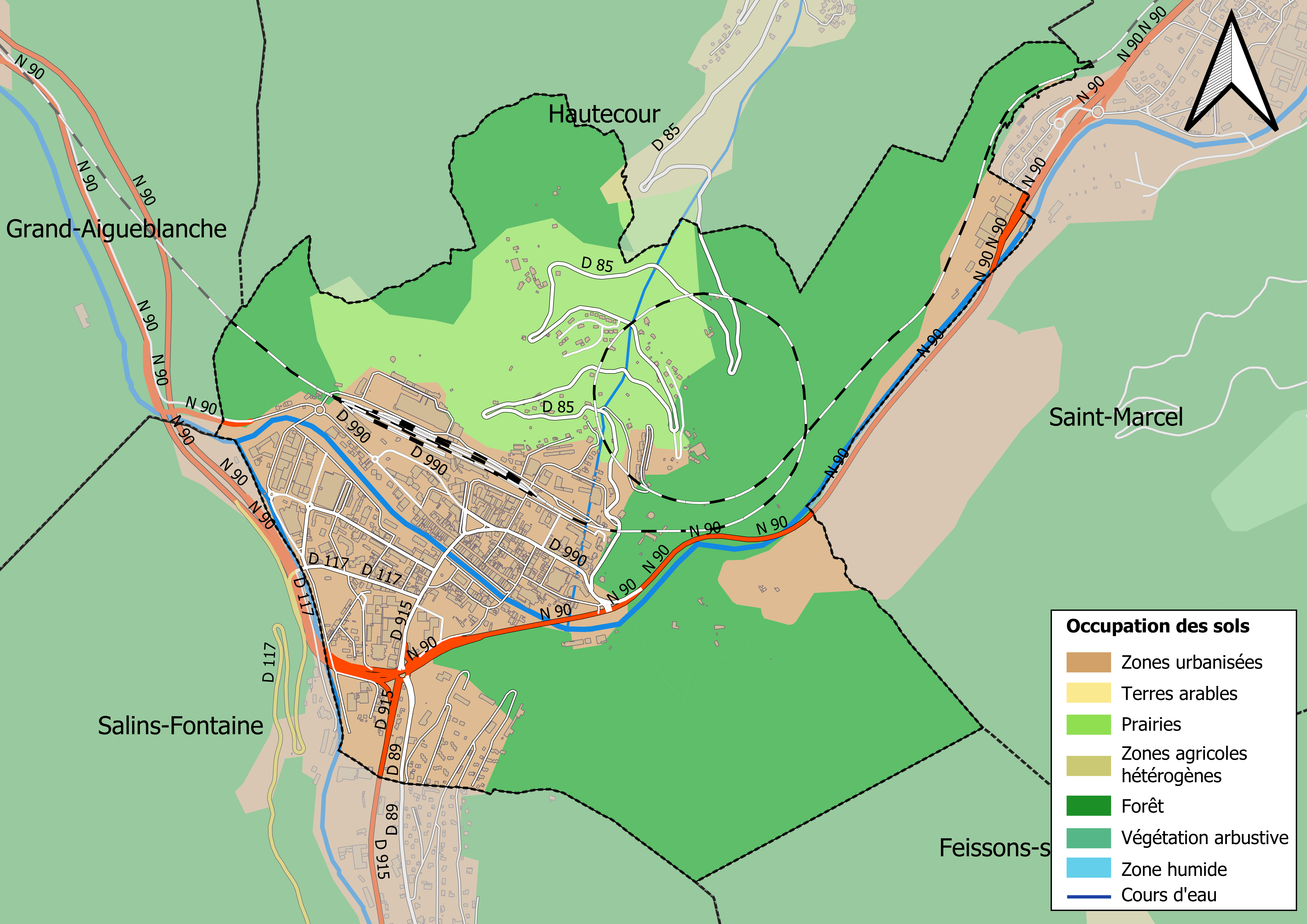
Kaart van de gemeente met de belangrijkste infrastructuur, bodemgebruik en omliggende gemeenten

## Verkeer en vervoer
In de gemeente ligt spoorwegstation Moûtiers-Salins-Brides-les-Bains.

## Demografie
Onderstaande figuur toont het verloop van het inwonertal (bron: INSEE-tellingen).

## Bezienswaardigheden
- de Sint-Pieterskathedraal met delen uit de vroege middeleeuwen
- het bisschoppelijk paleis
- de oude brug over de Isère uit 1785

## Sport
Ondanks haar ligging in de Alpen is Moûtiers slechts drie keer etappeplaats geweest in de wielerkoers Ronde van Frankrijk. Dit was het geval in 1973, 1994 en 2023.

## Geboren
- Paus Innocentius V (1225-1276), geboren als Pierre de Tarantaise
- Sébastien Amiez (1972), alpineskiër
- Julien Lizeroux (1979), alpineskiër
- Emmanuel Chedal (1983), schansspringer
- Alexis Pinturault (1991), alpineskiër

## Afbeeldingen

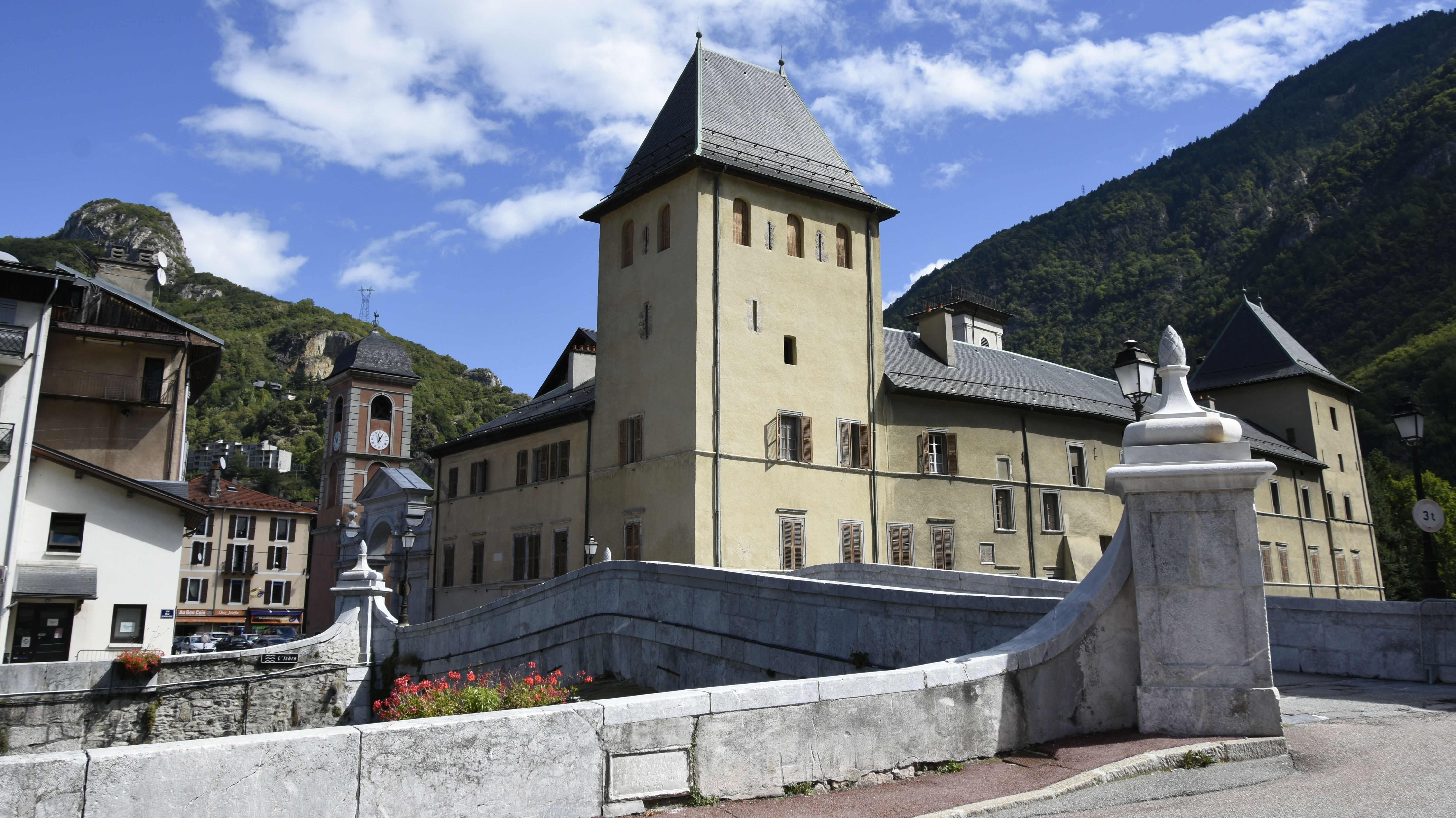
De brug over de Isère en het bisschoppelijk paleis
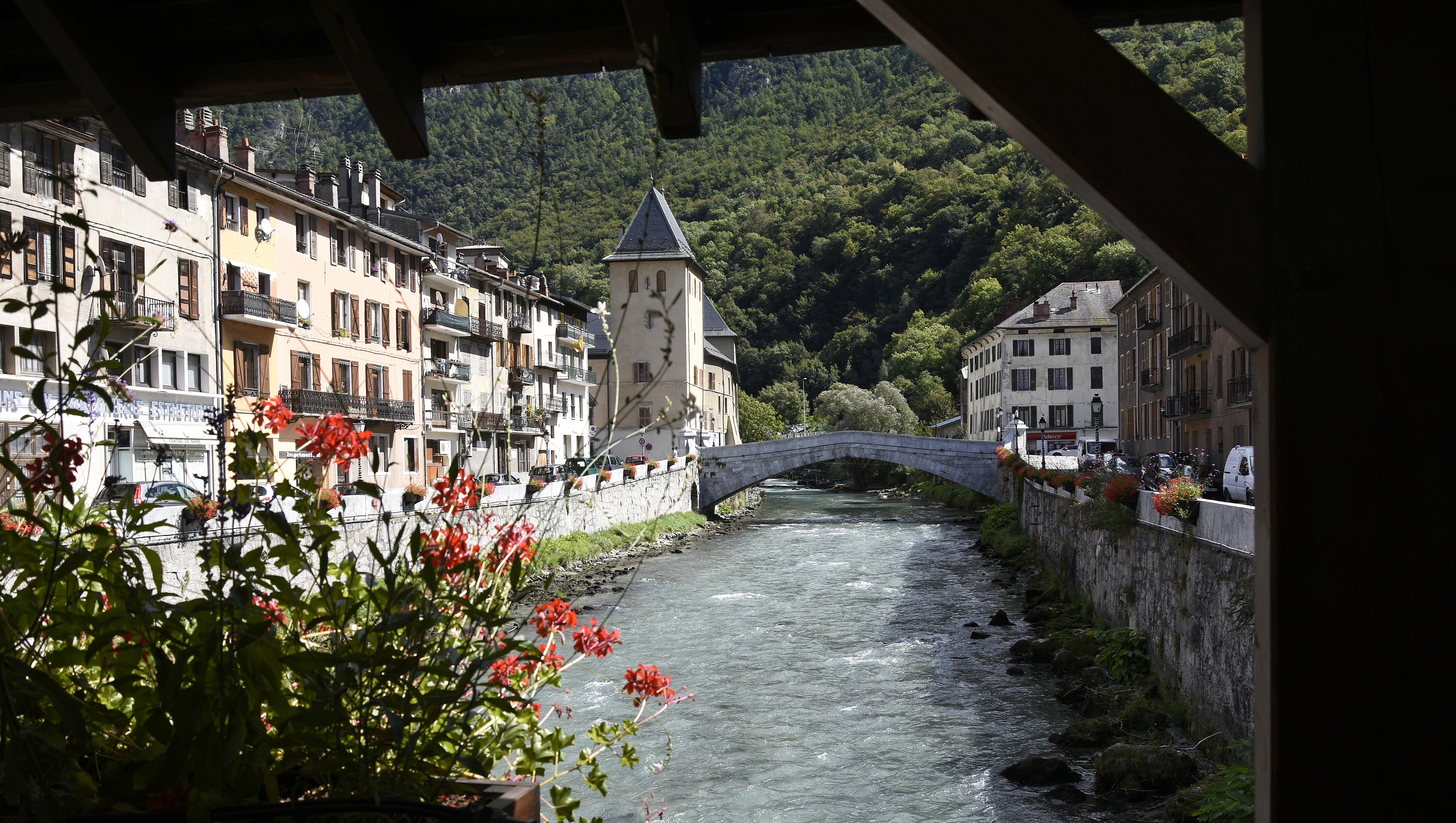
De Isère te Moûtiers
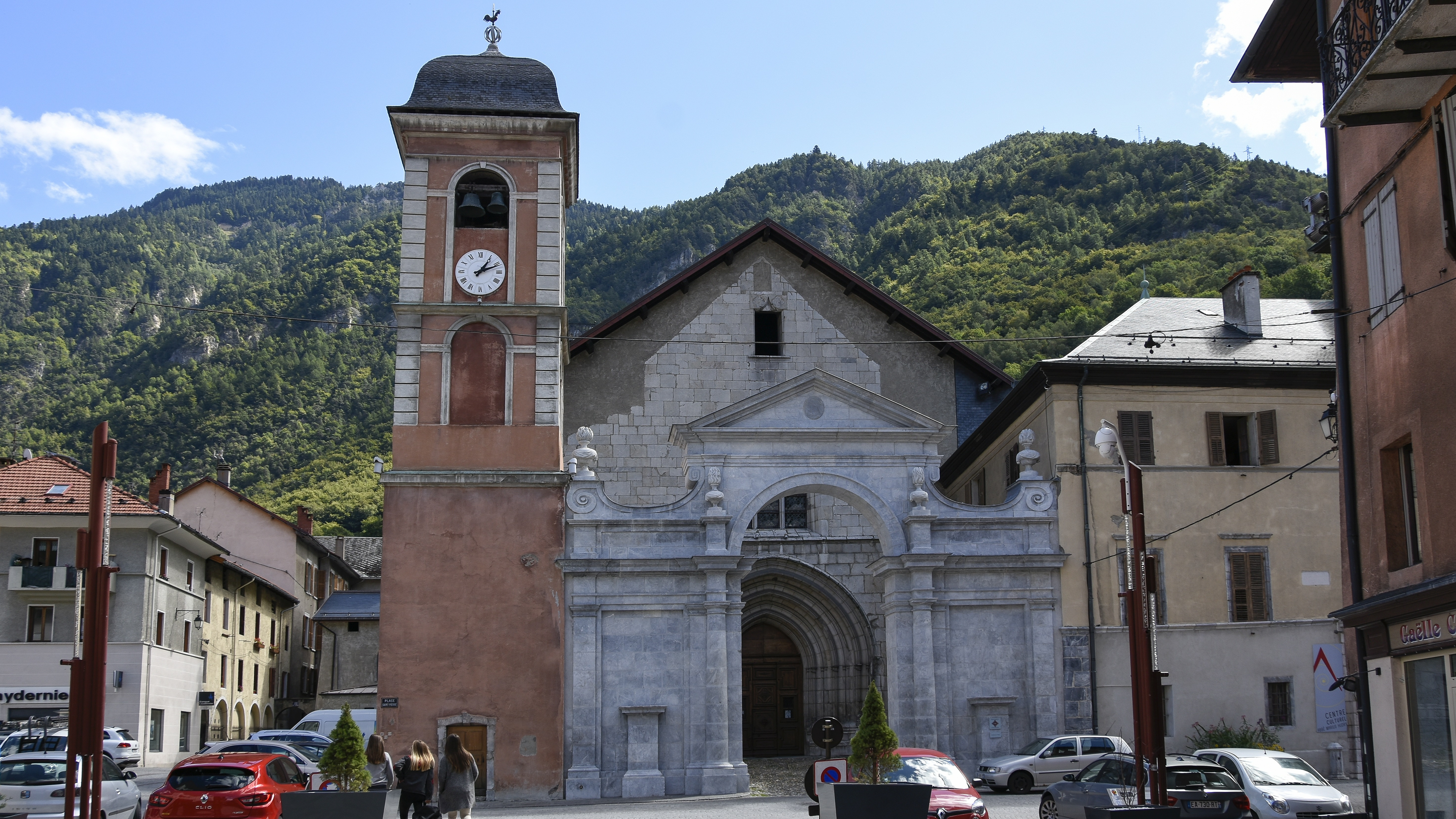
De Sint-Pieterskathedraal